# Удін
25°31′59″ пн. ш. 102°24′09″ сх. д. / 25.53314° пн. ш. 102.40255° сх. д.
Удін (кит. 武定县, пін. Wŭdìng Xiàn) — один із повітів КНР у складі Чусюн-Їської автономної префектури, провінція Юньнань. Адміністративний центр — містечко Шишань.

## Географія
Удін лежить на висоті близько 1720 метрів над рівнем моря на півночі Юньнань-Гуйчжоуського плато.

### Клімат
Повіт знаходиться у зоні, котра характеризується океанічним кліматом субтропічних нагір'їв. Найтепліший місяць — червень із середньою температурою 21 °C. Найхолодніший місяць — січень, із середньою температурою 7,3 °С.
| Клімат повіту Удін      | Клімат повіту Удін | Клімат повіту Удін | Клімат повіту Удін | Клімат повіту Удін | Клімат повіту Удін | Клімат повіту Удін | Клімат повіту Удін | Клімат повіту Удін | Клімат повіту Удін | Клімат повіту Удін | Клімат повіту Удін | Клімат повіту Удін | Клімат повіту Удін |
| Показник                | Січ.               | Лют.               | Бер.               | Квіт.              | Трав.              | Черв.              | Лип.               | Серп.              | Вер.               | Жовт.              | Лист.              | Груд.              | Рік                |
| Середній максимум, °C   | 16,7               | 19,2               | 22,5               | 25,7               | 26,3               | 26                 | 25,9               | 26,2               | 24,7               | 22,4               | 19,1               | 16,2               | 22,6               |
| Середня температура, °C | 7,3                | 9,4                | 12,8               | 16,8               | 19,9               | 21                 | 20,7               | 20,2               | 18,8               | 16,3               | 11,6               | 7,7                | 15,2               |
| Середній мінімум, °C    | 0,3                | 1,5                | 4,3                | 8,7                | 14,3               | 17,3               | 17,5               | 16,7               | 15,4               | 12,7               | 6,6                | 1,8                | 9,8                |
| Норма опадів, мм        | 15                 | 12.9               | 15.3               | 25.2               | 85.1               | 188.2              | 198.2              | 163.9              | 122                | 94.5               | 34.7               | 12.1               | 967.1              |
| Вологість повітря, %    | 73                 | 66                 | 63                 | 60                 | 66                 | 79                 | 84                 | 84                 | 82                 | 81                 | 79                 | 78                 | 74.6               |
| ----------------------- | ------------------ | ------------------ | ------------------ | ------------------ | ------------------ | ------------------ | ------------------ | ------------------ | ------------------ | ------------------ | ------------------ | ------------------ | ------------------ |
| Джерело: data.cma.cn    |                    |                    |                    |                    |                    |                    |                    |                    |                    |                    |                    |                    |                    |